# Tintin i Tibet
Tintin i Tibet (fransk originaltitel Tintin au Tibet) er det tyvende album i tegneserien om Tintins oplevelser. Det er skrevet og tegnet af den belgiske tegneserieskaber Hergé og blev udgivet i mindre dele i Tintin fra september 1958 til november 1959, og herefter i et samlet album i 1960. Hergé betragtede det som sit favorit Tintin-eventyr og som en følelsesmæssig opgave, da han skabte historien mens han led af traumatiske mareridt og personlige konflikter om at forlade sin hustru til fordel for en tredive år yngre kvinde. Historien handler om Tintin, der leder efter sin ven Chang Chong-Chen, som myndighederne påstår døde i en flyulykke i Himalaya. Han er overbevist om, at Chang overlevede, og Tintin leder en ekspedition til et plateau i Tibet og møder undervejs den mystiske yeti.
Hæftet efterfulgte Koks i lasten (1958) og historiens store persongalleri, men Tintin i Tibet adskiller sig fra andre historier i serien ved at kun at have få figurer, og er også Hergés eneste historie, hvor Tintin ikke kæmper mod en antagonist. Temaerne i Hergés historie inkluderer overnaturlige sanser, mystisk tibetansk buddhisme og venskab. Tintin i Tibet er blevet oversat til 32 sprog, og er blevet rost både af kritikere og Dalai Lama, der har tildelt den Light of Truth Award. Historien var en kommerciel succes og blev udgivet i bogform af Casterman kort efter dens afslutning; serien selv blev en definerende del af den fransk-belgiske tegneserietradition. Tintin i Tibet blev omskrevet til tv, radio, dokumentarfilm, teater og et videospil, og har været genstand for en museumsudstilling.

## Nogle franske udgaver
- 1956-1958: Tintin au Tibet, fortsat serie i Tintin nr. 44, 31. oktober 1956[1] – nr. 1, 1. januar 1958.[2] 63 tegneseriesider i farver; side 37[3] og side 38[4] blev forkortet til én side i albumudgaven.
- 1960: Les aventures de Tintin – Tintin au Tibet, album fra Casterman, 62 tegneseriesider i farver.[5]

## Danske udgaver
Føljetoner
- 1962: Tintin i Tibet. Fortsat serie i Politiken nr. 178, onsdag 28. marts 1962 – nr. 320, mandag 20. august 1962.
- 1970-1971: Tintin i Tibet. Fortsat serie i Politiken nr. 95, søndag 4. januar 1970 – nr. 157, søndag 7. marts 1971.
- 1979-1980: Tintin i Tibet. Fortsat serie i Århus Stiftstidende søndag 15. april 1979 – søndag 15. juni 1980.
- 1997-1998: Tibet. Fortsat serie i Århus Stiftstidende søndag 1. juni 1997 – søndag 16. august 1998.

Album
- 1963: Tintins oplevelser nr. 9 (gammel standardudgave). Tintin i Tibet. Illustrationsforlaget. Genoptryk har ISBN 87-562-0128-1.[6]
- 2007: Tintins oplevelser (retroudgave). Tintin i Tibet. 2. udgave. Carlsen Comics, ISBN 978-87-626-0529-9. Fra 2. oplag, 2012, Cobolt, ISBN 978-87-7085-164-0.[7]
- 2009: Tintins oplevelser nr. 20 (minicomics). Tintin i Tibet. Cobolt, ISBN 978-87-7085-365-1.[8]
- 2013: Tintins oplevelser (ny standardudgave). Tintin i Tibet. Cobolt, ISBN 978-87-7085-495-5.[9]